# Ребекка Дотрмер
Ребекка Дотремер (фр. Rébecca Dautremer; 20 серпня 1971, Гап, Франція) — французька художниця-графік, мультиплікаторка та дитяча письменниця. Засоби масової інформації називають її одним із найзначніших і найвідоміших ілюстраторів дитячих книг нашого часу. До 2018 року її книги вийшли тиражем понад 2 000 000 екземплярів (тільки ілюстрована художницею книга «Принцеси невідомі та забуті» розійшлася тиражем 300 000 екземплярів) 21 мовою.

## Біографія
Народилася 1971 року у Франції в місті Гап. Її батько працював у столярній майстерні, мати була бібліотекаркою. У підлітковому віці зацікавилася фотографією, графікою та дизайном. Вступила на факультет графіки до Національної вищої школи декоративних мистецтв у Парижі (фр. ENSAD), яку закінчила 1995 року. Видавництво «Готьє-Лангеро» шукало художника для створення ілюстрацій, книжок-розмальовок і наліпок. Ще студенткою, Ребекка прийшла з текою ескізів й одразу отримала роботу, невдовзі й перше замовлення проілюструвати альбом. У 2003 році письменник Філіпп Лешермеєр попросив Дотрмер зробити ілюстрації до книги «Принцеси невідомі та забуті» (фр. «Princesses oubliées ou inconnues»). Вона відмовилася, бо були неоднозначні персонажі: принцеса з бородою, принцеси — сіамські близнюки, одноока принцеса, але потім змінила своє рішення. У листопаді 2004 року альбом видали і він став широко популярним.
Успіхи чергувалися з невдачами. За одне із замовлень Дотрмер виплатили гонорар банками сардин. Її розчарувала робота з компанією Disney, де, на її думку, «не надто цінують авторські ідеї». Понад двадцять років Дотрмер працювала 16—17 годин на добу. Якось вона зрозуміла, що не встигає закінчити великий проєкт книги вчасно. Дотрмер заявила видавцеві, що підготує книгу наступного року. Художниця розповідає, що відтоді почувається як у відпустці.

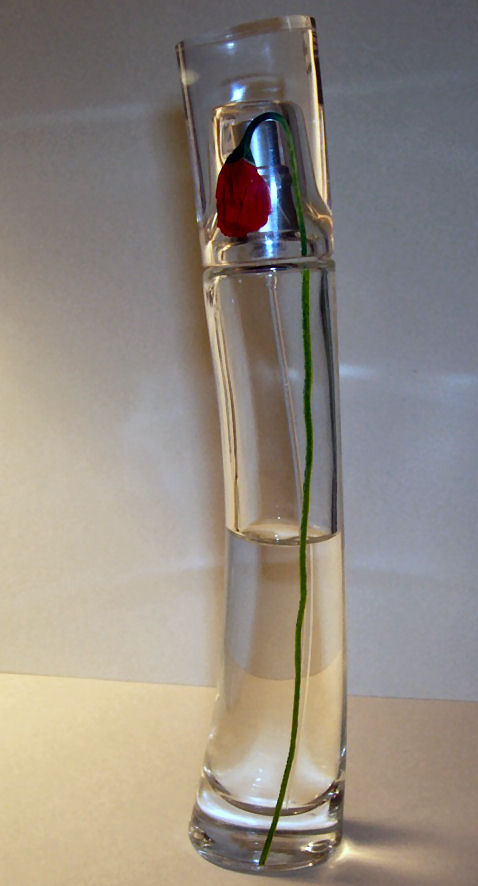
Ребекка Дотрмер. Дизайн парфумерії Flower by Kenzo

У листопаді 2010 року вийшла книга «Аліса у Дивокраї» Льюїса Керрола з ілюстраціями Ребекки Дотремер. Художниця відмовилася від широко розповсюдженого діснеївського образу. Дотрмер орієнтувалася на фотографію прототипу Аліси — чорняву дівчинку з чубчиком (деякі художні критики наполягали, що художниця зобразила саму себе). У роботі над ілюстраціями до адаптованої п'єси Едмона Ростана «Сірано де Бержерак» Дотрмер відмовилася від відтворення стилю та костюмів бароко. За словами критика, її ілюстрації — суміш японських традицій і європейських мережив у футуристичному стилі, а знаменитий довгий ніс головного героя покритий татуюванням в стилі маорі. Дотрмер проводила історичні паралелі між Сірано та японськими самураями: ті, й інші — наймані солдати з культом сили та честі. Але художниця зазначала, що в основі її рішення були все ж таки не історичні, а естетичні міркування. Сама художниця так пояснювала свій вибір:
«Справжня причина дуже несерйозна: французькі історичні костюми чоловіків XVII століття дуже смішні. Вони носили широкі штани та мереживо скрізь. Я просто не хотіла це малювати. І так вийшло, що за кілька днів до початку роботи над книгою я пішла дивитися фільм — не дуже хороший, до речі, але все ж — про східні бойові мистецтва. І мені там дуже сподобалися костюми. Це був чудовий спосіб передати шляхетний характер персонажів»— Ребекка Дотрмер про роботу художника та діалог з публікою. Інтерв'ю з художницею Наталії Кочетковою
Дотепному адаптованому тексту Ростана, який зробив чоловік художниці, відповідають похмурі ілюстрації Ребекки Дотрмер. Після виходу книги театральна компанія попросила автора переробити текст на п'єсу. Її поставили в японській театральній традиції і вона мала успіх.
Певний час Ребекка Дотрмер проводила заняття у Художній школі імені Еміля Коля (фр. L'école de dessin Émile Cohl) у Ліоні.
У травні — червні 2015 року в залах Фабрики мистецтва Ріміні (італ. Fabbrica Arte Rimini), розташованої в Палаццо дель Подеста, пройшла велика виставка Дотрмер «Ілюстрований світ» до ювілею книги «Аліса у Дивокраї», якій того року виповнювалося 150 років. У 2016 році в Італії відбулася ще одна виставка робіт художниці — «Маленькі чудеса Ребекки». Понад шістдесят стендів з ілюстраціями художниці до дитячих казок розташовувалися вздовж виставкової доріжки, що проходить через музейні простори і розділена на чотири різні сектори. У великому коридорі були представлені ілюстрації художниці до роману Алессандро Барікко «Шовк» та «Аліси у Дивокраї». Організатори підготували програму семінарів й екскурсій для дітей та підлітків.

## Особливості графічної творчості
Ребекка Дотрмер працює переважно з гуашшю, яку наносить дрібними штрихами на папір. Вона промащує папір, щоб ущільнити колір. Малюнок обводить олівцем, після чого тонкими штрихами та мазками досягає необхідних форми та кольору. На початку своєї кар'єри Дотрмер уважно вивчала ілюстрації інших художників, пізніше натхнення почала шукати у фотографіях. Дотрмер приділяє значну увагу композиції та використовує в ілюстраціях деякі фотографічні методи. Вона вважає, що не вміє працювати з квітами, тому зазвичай малює у червоних тонах, зосереджуючись насамперед на відтінках і фону. Мистецтвознавці відзначають також вплив на її творчість кінематографа та фламандського живопису. Вони відносять її до сюрреалізму.
Італійський журналіст зазначав, що Дотрмер віддає перевагу відкритим безмовним і неземним пейзажам, наповненим тривогою, але увагу зазвичай концентрує на людських фігурах, які зображує великим планом у складному повороті. Кожна з її книг стає, на його думку, приводом до нових експериментів.
Починаючи роботу над книгою, художниця робить велику кількість ескізів, але ніколи не зберігає їх. Після цього створює дорожню карту. Найважливіші у ній, на думку художниці, ритм, сполучуваність кадрів. Підготувавши ескіз, Дотрмер робить малюнок, сканує його і підбирає кольори у фотошопі, що робить швидшим процес пошуку кольору. Після цього натягує малюнок на планшет та пише остаточний варіант ілюстрації фарбами. Сама художниця відзначає велику роль інтуїції у своїй творчості і порівнює його з процесом фільмування реального світу засобами кінематографа: «Я створю свої малюнки, ніби у мене була камера, я кружляю навколо інтер'єру та персонажів і ліплю простір за допомогою тіні та світла».
Художниця зазначала, що її цікавить у творчості «гра зі смислами». Тому, наприклад, вона поєднує французькі мережива епохи бароко з костюмами японських самураїв. За її словами, автор тексту «робить свою роботу, ілюстратор — свою». Внаслідок поєднання їхніх задумів й інтерпретацій виходить «щось третє».

## Літературна творчість
Першою книгою Дотрмер, створеною у 2006 році, стала «La tortue géante des Galapagos». Текст — коментар у сценках і діалогах до ілюстрацій, у яких тварини переодягаються в інших тварин. Використано антураж театру з акторами, афішами, фальшивими біографіями та плітками. 2011 року видавництво «Готтьє-Лангеро» випустило книгу «Маленький театр Ребеки». У цій книзі присутні персонажі, яких у різні часи створювала Дотрмер. Ілюстрації зроблено за допомогою лазерного принтера. Персонажі вирізані з паперу й утворюють об'ємні зображення.

## Роботи у мультиплікації
У 2009 році як художник-постановник, дизайнерка та мультиплікаторка Дотрмер взяла участь у зніманні мультфільму режисера Домініка Монфері «Керіті, домівка казок» (в англомовних країнах фільм у прокаті отримав назву «Секрет Елеонори», англ. «Eleanor's Secret»). Семирічного хлопчика після смерті тітки дістається чарівна бібліотека. Щоб урятувати своїх маленьких друзів — героїв ілюстрацій до книг, він має прочитати магічну формулу. З'ясовується, що хлопчик не вміє читати. Щоб виконати свою місію, йому доведеться пережити багато пригод. Мультфільм був представлений у конкурсній програмі на Міжнародному фестивалі анімаційних фільмів в Аннесі 2010 року.
У 2014 році повідомлялося, що Дотрмер як режисер працює над повнометражним мультфільмом «Майлз». Головний герой — талановитий молодий гітарист. Зі своїми друзями — коханою Прісціллою, десятирічним хлопчиком Чейнсом і двоособовим Полковником — він вирушає до Лас-Вегасу, щоб вступити в боротьбу з власником компанії Pronto Soda, яка виробляє напої, небезпечні для здоров'я. Був представлений пілотний ролик майбутнього фільму.

## Фільмографія
| Рік                    | Назва фільму | Участь у зйомках                                        |
| ---------------------- | --- | ------------------------------------------------------- |
| 2009                   | «Керіті, домівка казок» (фр. Kérity, la maison des contes (Італія, Франція, режисер Домінік Монфері, 80 хвилин) | художник-постановник, дизайнер, мультиплікатор          |
| з 2014 (у виробництві) | «Майлз» (фр. Miles, Люксембург, Франція, режисер Ребекка Дотрмер, 80 хвилин)                                    | режисер, художник-постановник, дизайнер, мультиплікатор |

## Робота у сфері реклами
Ребекка Дотрмер співпрацювала у сфері реклами з французьким брендом одягу, взуття й інших виробів класу «люкс» Kenzo, створивши для нього дизайн парфумів Flower by Kenzo.

## Особисте життя

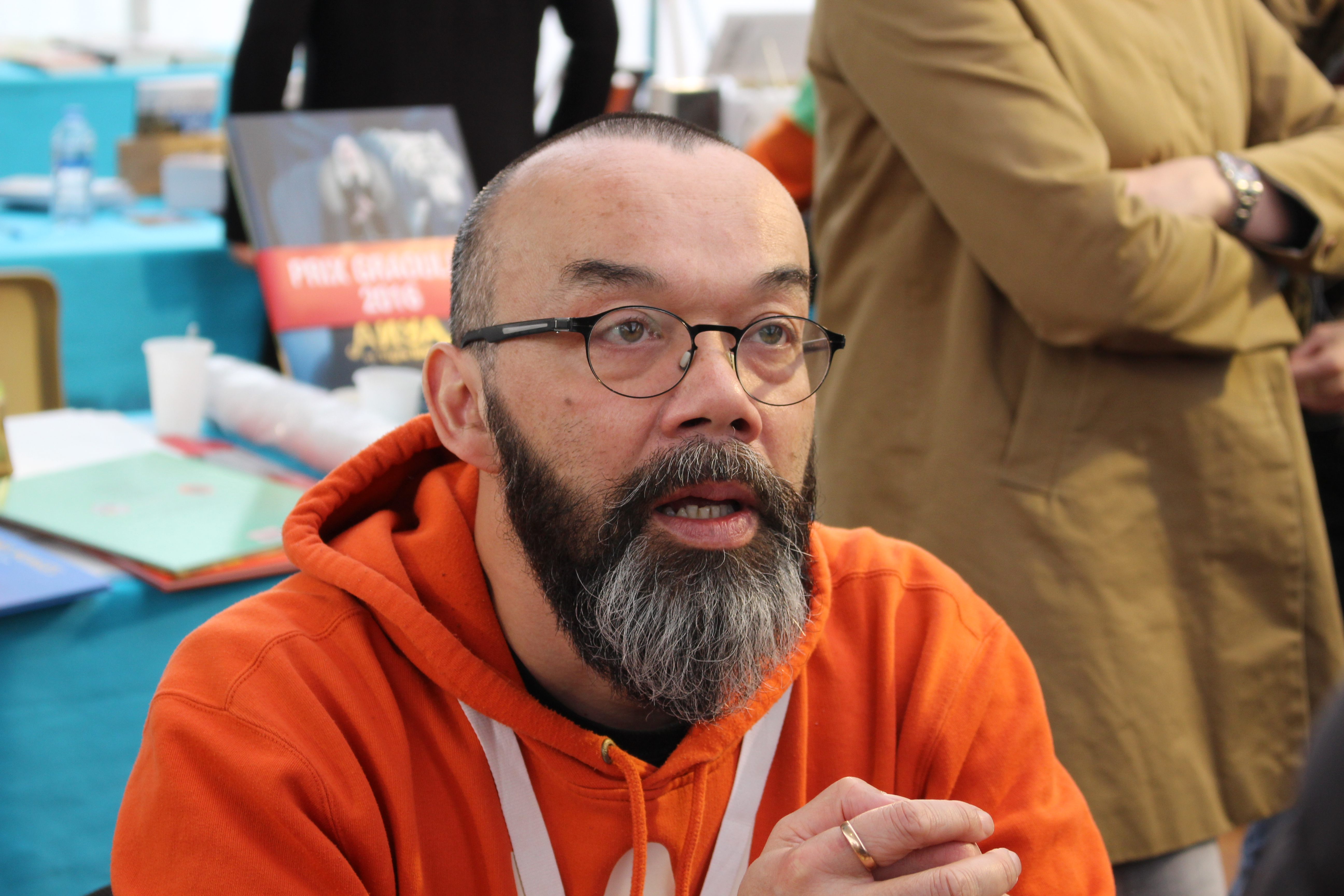
Тай Марк Ле Тан на Фестивалі книги у Меці, 2016

Чоловік Дотремір Тай Марк Ле Тан — автор книг для юнацтва, а за основною професією — графічний дизайнер. Для альбому ілюстрацій Дотрмер він написав адаптований текст за мотивами п'єси Едмона Ростана «Сірано де Бержерак». У подружжя троє дітей.

## Нагороди
- ''Prix Sorcières''[fr] (2004). Щорічна премія за найкращу книгу для юнацтва, надана Асоціацією бібліотекарів Франції у категорії «Найкращий альбом» за книгу «Коханець»[6].
- Prix Paille en Queue (2010). Надано Салоном юнацької книги Індійського океану за ілюстрації до книги «Елвіс» Тая Марка Ле Тана[6].